# Dendrobeania longispinosa
Dendrobeania longispinosa is een mosdiertjessoort uit de familie van de Bugulidae. De wetenschappelijke naam van de soort is, als Beania longispinosa, voor het eerst geldig gepubliceerd in 1905 door Robertson.